# Colonia Juquilita
Colonia Juquilita är en ort i Mexiko.   Den ligger i kommunen Santa Cruz Xoxocotlán och delstaten Oaxaca, i den sydöstra delen av landet, 400 km sydost om huvudstaden Mexico City. Colonia Juquilita ligger 1 530 meter över havet och antalet invånare är 119.
Terrängen runt Colonia Juquilita är platt åt sydväst, men åt nordost är den kuperad. Runt Colonia Juquilita är det ganska tätbefolkat, med 90 invånare per kvadratkilometer. Närmaste större samhälle är Oaxaca de Juárez, 5,9 km norr om Colonia Juquilita. I omgivningarna runt Colonia Juquilita växer huvudsakligen savannskog.